# 新黎巴嫩 (伊利諾伊州)
新黎巴嫩（英語：New Lebanon）是位於美國伊利諾伊州迪卡爾布縣的一個非建制地區。該地的面積和人口皆未知。

## 地理
新黎巴嫩的座標為42°05′56″N 88°36′11″W / 42.09889°N 88.60306°W，而該地的平均海拔高度為256米（即840英尺）。